# Jurica Blazevic
Jurica Blazevic (* 28. September 1994 in Wien) ist ein ehemaliger österreichischer Basketballspieler.

## Laufbahn
Blazevic feierte im Hemd von Arkadia Traiskirchen während des Spieljahres 2010/11 seinen Einstand in der Bundesliga. 2015 verließ er Traiskirchen und schloss sich für ein Jahr dem Staffelkonkurrenten BC Hallmann Vienna an.
In Hinblick auf die Saison 2016/17 wechselte er zum BK Klosterneuburg. Er spielte bis 2021 für die Mannschaft.
Beruflich wurde Blazevic am BG/BRG Klosterneuburg als Lehrer für Geschichte, Geographie und Religion (Röm. Kath.) tätig.